# Eurylobium
Eurylobium es un género de plantas de flores perteneciente a la familia Stilbaceae. 
Está considerado un sinónimo del género Stilbe.

## Especie
- Eurylobium serrulatum